# Бентоніт

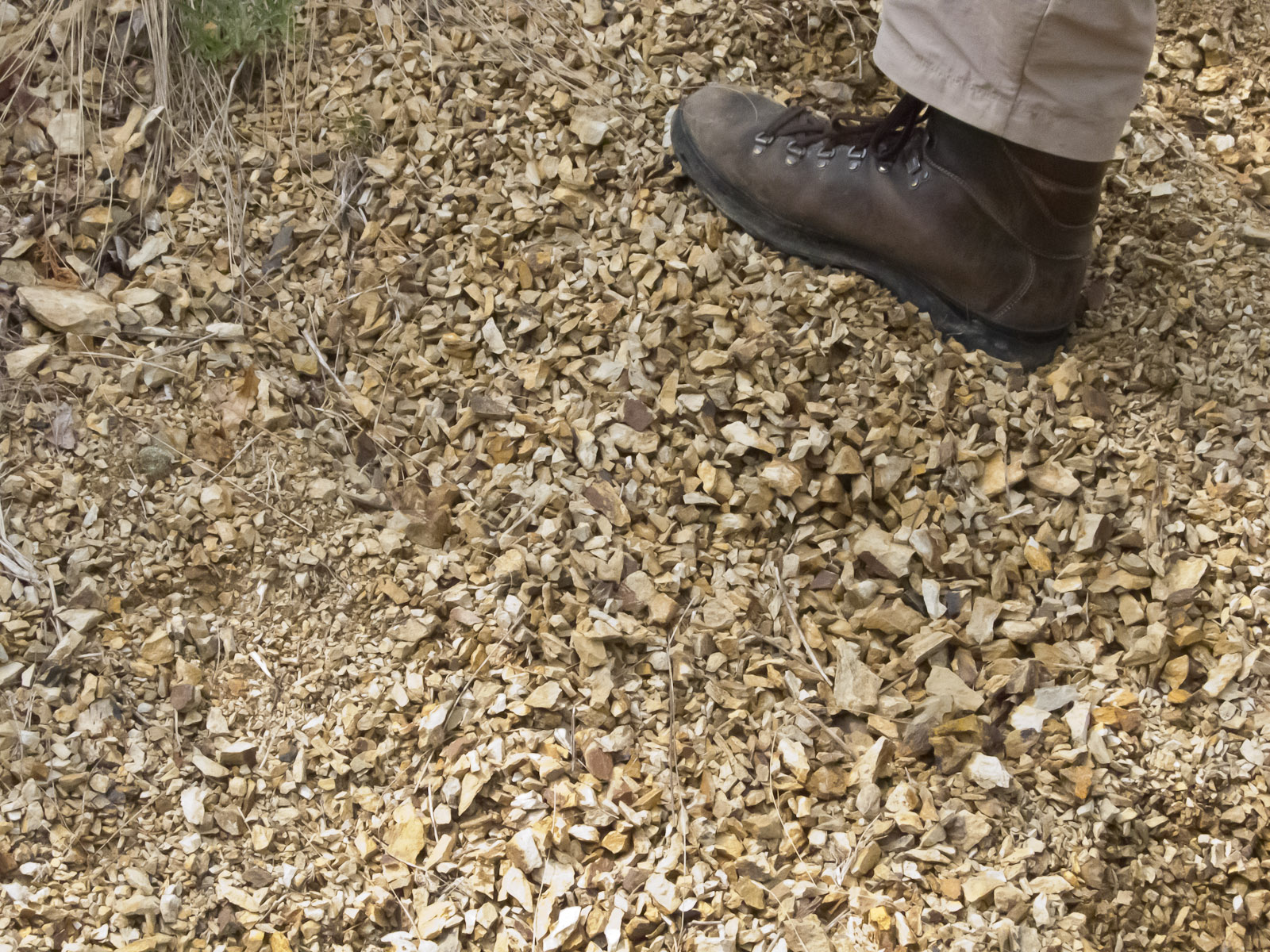
Needmore Formation — Bentonite (4802157278).jpg

Бентоні́т (від назви форту Бентона в США) — природний глинистий матеріал, різновид вибілюючих глин, складається в основному з мінералів групи монтморилоніту (Al2[Si4O10](OH)2 · nH2O) або бейделіту (Al2[AlSi3O9 х (OH)](OH)2 · nH2O). До бентоніту входять також гідрослюди, каолініт, палигорськіт, цеоліти тощо. Бентоніти — пластичні глини високої якості. У Криму бентоніт називають також «кіл», що означає мінеральне мило.
Колір бентоніту — від білого до ясно-зеленого та ясно-синього, іноді — кремовий, жовтий, червоний або коричневий.

## Генезис
Виділяються 3 промислово-генетичні типи родовищ бентоніту:
- гідротермально-метасоматичний — результат гідротермального метасоматозу;
- вулканогенно-осадовий — результат підводного перетворення вулканічного попелу, туфів та ін. вулканогенних і вулканогенно-осадових порід;
- теригенно-осадовий — перевідкладення та діагенетичні зміни продуктів розмиву кір вивітрювання і розкристалізації колоїдно-дисперсних продуктів.

## Застосування
У природному чи активованому вигляді, тобто після хімічної обробки кислотами, мають високі адсорбційні властивості і широко використовується як природний адсорбент для очищення продуктів нафтопереробної, коксохімічної та харчової промисловості, в ливарному виробництві для виготовлення формувальної суміші, чорній металургії, керамічному виробництві, харчовій промисловості, як наповнювач при виготовленні паперу, гуми і багатьох предметів широкого вжитку, медицині і фармакології, сільському господарстві. Застосовують бентоніт у гірничодобувній промисловості для приготування бурових розчинів, а також як природний адсорбент, наповнювач.

## Поклади
За кордоном родовища бентоніту відомі в Росії, США (Блек-Гіллс, Сандерс-Дефайанс), Канаді, Великій Британії, Молдові (Придністров'я) та ін. країнах. Найбільшими виробниками і головними експортерами бентоніту є Росія, США, Греція, Японія, Італія, Аргентина, Іспанія.
Бентоніт є і в Україні. Родовища лужноземельних бентонітів розробляють у Черкаській (Дашуківське родовище бентоніту — 104,7 млн т) та Закарпатській (Горбське) областях, відомі також на Донбасі, Хмельницькій області (Пижевське і Жабинське родовища бентоніту), Криму (Курцівське).